# Guadalupe (São Tomé e Príncipe)
Guadalupe é uma cidade em São Tomé e Príncipe, sendo capital do distrito de Lobata. Tem uma população estimada em 1734 habitantes.  A cidade tem vindo a sofrer uma forte industrialização.

## Cidades vizinhas
- São Tomé, este
- Trindade, sul
- Neves, oeste

## Transportes
Guadalupe tem duas vias que a ligam a cidades vizinhas, uma segue para São Neves e outra para São Tomé e Trindade.

## Histórico da população
- 1991 (23 de junho, censo): 1.543
- 2005 (1 de janeiro, estimativa): 1.734